# Бавикін Леонід Андрійович
Леонід Андрійович Бавикін (нар. 21 жовтня 1951) — радянський та український футболіст, пізніше — футбольний арбітр. Суддя всесоюзної категорії (1991), представляв Харків. У ранзі головного судді обслуговував 1 матч вищої ліги СРСР (сезон 1989) і 46 ігор вищої ліги України (сезони 1992 — 1995/96).
Виступав на позиції захисника. Грав за першолігові команди: «Металіст» (Харків) — 5 ігор у сезоні 1975, «Рубін» (Казань) — 8 поєдинків у сезоні 1977.
Після завершення ігрової кар'єри розпочав діяльність як футбольний арбітр. Зі середини 1980-х до 1991 року обслуговував матчі першої ліги СРСР, а 1989 року відсудив 1 гру вищої ліги СРСР.
У сезонах 1992 — 1995/1996 обслуговував поєдинки вищої ліги України.
Перший тренер українського футболіста Сергія Чуйченка.